# Лютинка (Львовская область)
Лютинка (укр. Лютинка) — село в Журавновской поселковой общине Стрыйского района Львовской области Украины, расположено на реке Лютинка.
Население по переписи 2001 года составляло 250 человек. Занимает площадь 0,61 км². Почтовый индекс — 81785. Телефонный код — 3239.